# پیشگامان ارابه‌ران مورمون

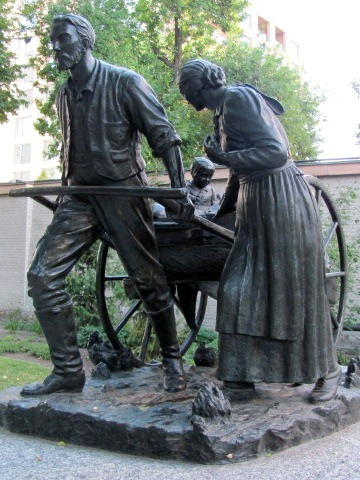
بنای پیشگام ارابه ران ساخته شده توسط Torleif S. Knaphusواقع در معبد مربع در سالت لیک سیتی ایالت یوتا.

پیشگامان ارابه ران مورمون مهاجرانی از اعضای کلیسای عیسی مسیح قدیسان آخرالزمان (همچنین شناخته شده به عنوان کلیسای LDS) بودند که به سالت لیک سیتی، یوتا مهاجرت کردند. این مهاجران از ارابه برای حمل و نقل وسایل خود استفاده می‌کردند. جنبش ارابه ران مورون در سال ۱۸۵۶ آغاز شد و تا سال ۱۸۶۰ ادامه داشت.